# بید (خوسف)
بید یک روستا در ایران است که در دهستان قلعه زری شهرستان خوسف واقع شده‌است. بید ۴۸ نفر جمعیت دارد.